# J. Neely Johnson
John Neely Johnson (2 agosto 1825 – Salt Lake City, 31 agosto 1872) è stato un politico statunitense.
È stato il quarto governatore della California, in carica dal gennaio 1856 al gennaio 1858. Rappresentante del Partito Americano, è uno dei tre membri di un "third party" (politico né Democratico né Repubblicano) a guidare la California, insieme a Frederick Low e Hiram Johnson.
Nato in Indiana, morì a soli 47 anni.